# 부산기장경찰서
부산기장경찰서(釜山機張警察署, Busan Gijang Police Station)는 부산광역시 기장군을 관할하는 부산광역시경찰청 소속의 경찰서이다. 서장은 전국 공통으로 총경으로 보한다. 부산광역시 기장군 일광읍 기장대로 692에 위치하고 있다.
서장은 총경으로 보한다.

## 연혁
- 2010년 11월 30일: 개서

## 관할 파출소
| 명칭       | 사진 | 주소                 | 관할구역 | 치안센터 |
| ---------- | ---- | -------------------- | -------- | -------- |
| 기장지구대 |      | 기장읍 차성동로 946  | 기장읍   |          |
| 일광파출소 |      | 일광읍 일광로 77-15  | 일광읍   |          |
| 장안파출소 |      | 장안읍 해맞이로 5    | 장안읍   |          |
| 정관파출소 |      | 정관읍 정관덕산길 27 | 정관읍   |          |
| 철마파출소 |      | 철마면 철마로 473    | 철마면   |          |

## 같이 보기
- 부산광역시지방경찰청